# Пет (Пителинский район)
Пёт — село в Пителинском районе Рязанской области. Входит в Потапьевское сельское поселение

## География
Находится в северо-восточной части Рязанской области на расстоянии приблизительно 8 км на северо-запад по прямой от районного центра поселка Пителино на левом берегу речки Пёт.

## История
Упоминается с 1801 года. В 1862 году здесь (тогда деревня Елатомского уезда Тамбовской губернии) было учтено 126 дворов. Введенская церковь была построена в 1910-х годах.

## Население
Численность населения: 1309 человек (1862 год), 1695 (1914), 321 в 2002 году (русские 99 %), 188 в 2010.